# James Mackintosh
Pour les articles homonymes, voir Mackintosh.
James Mackintosh, né le 24 octobre 1765 à Aldourie, près d'Inverness, (Écosse) et mort le 30 mai 1832, est un médecin, philosophe, journaliste, juge et homme politique écossais de la fin du XVIIIe siècle et du début du XIXe siècle. Il est considéré comme l'un des esprits les plus cultivés de son temps.

## Biographie
Les parents de James Mackintosh descendent tous deux de vieilles familles des Highlands. Sa mère meurt alors qu'il est encore enfant. Son père voyageant fréquemment à l'étranger, il est élevé par sa grand-mère. Il commence ses études à la Fortrose Seminary academy.
En 1780, âgé de quinze ans, il vient poursuivre ses études au King’s College d'Aberdeen, où il noue une amitié qui dure toute leur vie avec Robert Hall, qui devient plus tard un célèbre prédicateur baptiste.
En 1784, il commence à étudier la médecine à l'Université d'Édimbourg. Il prend une part active à l'agitation intellectuelle de l'époque, sans jamais négliger ses études médicales. Il y rencontre l'écrivain et homme politique français Benjamin Constant, qui l'évoque dans son récit autobiographique Le Cahier rouge. Il obtient son diplôme en 1787.
En 1788, Mackintosh s'installe à Londres, alors agitée par le procès de Warren Hastings et les premiers signes de folie du roi George III. Il est plus intéressé par ces évènements et autres activités politiques que par son avenir professionnel. Son attention est particulièrement dirigée vers les événements qui sont la cause ou ont précédé la Révolution en France.
En 1789, il épouse Catherine Stuart, dont le frère Daniel devient plus tard l'éditeur du Morning Post. Ils ont un fils, qui meurt en bas âge, et trois filles :
- Mary Mackintosh (1789-1876), qui épouse Claudius James Rich (1787-1821), un archéologue britannique, né en France, près de Dijon ;
- Maitland Mackintosh (1792-1861), qui épouse William Erskine (historien) ;
- Catherine Mackintosh (1795 - ?), qui épouse William Saltonstall Wiseman, 7e baron (1794-1845), et est la mère de William Saltonstall Wiseman, 8e baron, l'officier de marine.

La prudence de sa femme contraste avec le tempérament imprévisible de Mackintosh. Mais, ses tentatives dans le journalisme deviennent rapidement assez profitables.
Mackintosh est très vite préoccupé par la question de l'époque : la Révolution française. Le 17 mai 1791, après une longue méditation, il publie ses Vindiciae Gallicae, qui constituent une réponse aux Réflexions sur la Révolution française d'Edmund Burke, publiées l'année précédente. C'est la seule réponse que Burke daigne considérer. Ses Vindiciæ Gallicæ expriment le point de vue philosophique d'un Libéral sur les évènements de la Révolution française jusqu'au printemps 1791. Les excès des Révolutionnaires l'amenent quelques années plus tard à s'opposer à eux et à rejoindre Burke dans sa critique, mais sa défense initiale des droits de l'homme constitue un témoignage valable du point de vue d'un Whig cultivé à cette époque. Elles placent leur auteur au premier rang des écrivains politiques européens, et lui gagnent l'amitié de quelques-uns des hommes les plus distingués du temps, dont Burke lui-même. Il est proclamé citoyen français par l’Assemblée nationale législative le 26 août 1792. Le succès des Vindiciae décide finalement Mackintosh à abandonner la médecine pour la profession de juge, qu'il embrasse en 1795, acquérant rapidement une considérable réputation, tout en s'attachant à conserver une pratique de tolérance.
En 1797, sa femme meurt, et l'année suivante, il épouse Catherine Allen, belle-sœur de Josiah et John Wedgwood, par lesquels il introduit Coleridge au Morning Post. Avec elle, il a Frances Emma Elizabeth Mackintosh qui épouse en 1832 Hensleigh Wedgwood.
En tant que juriste, ses plus grandes manifestations publiques sont ses cours (1799) au Lincoln's Inn sur La loi de nature et les nations, dont la leçon inaugurale est publiée, et lui apporte une notoriété supplémentaire, qui lui permet d'ouvrir bien des portes dans la suite de sa carrière.
Mackintosh acquiert encore plus de célébrité en 1803 avec son discours pour défendre Jean Gabriel Peltier, un réfugié français, contre lequel un libelle, inspiré par Napoléon — alors Premier consul — a été publié. Il est largement diffusé en anglais, mais aussi à travers l'Europe, dans une traduction française due à Madame de Staël. Cette même année 1803, James Mackintosh est anobli et fait chevalier.
Nommé Recorder (juge principal) de Bombay, en Inde, il prend son poste en 1804. Il ne se sent pas bien en Inde, où il tombe malade, et il est heureux de quitter ce pays pour rentrer au Royaume-Uni en novembre 1811.
En juillet 1813, il entre au Parlement en tant que député Whig du district de Nairn. Il reste député — par la suite du district de Knaresborough, dans le Yorkshire — jusqu'à sa mort. Sa carrière parlementaire est marquée par le même large et candide libéralisme que sa vie privée. Il s'oppose aux mesures réactionnaires du gouvernement Tory, soutient Samuel Romilly dans ses efforts pour réformer le Code pénal et ensuite lui succède, et prend une part importante à la fois dans l'émancipation des Catholiques et à l'adoption du Reform Bill.
Dans la société londonienne, comme à Paris, lors de ses visites occasionnelles en France, il est apprécié pour sa sagesse et son grand pouvoir de conversation. Lors de la visite de Madame de Staël, il est le seul Britannique capable de représenter dignement son pays en parlant avec elle.
De 1818 à 1824, il est professeur de droit et de science politique au East India Company's College à Haileybury.
James Mackintosh devient membre de la Royal Society le 11 novembre 1813.

## Œuvre
- 1791 : Vindiciæ Gallicæ.
- 1830 : Dissertation sur la Philosophie éthique.
- 1831 : Histoire de l'Angleterre.
- 1834 : Causes de la Révolution de 1688, (commencé en 1811-12, inachevé, édité par William Wallace après la mort de Mackintosh).
- 1846 : Œuvres complètes.

## Citations
- Vindiciæ Gallicæ
  - « Diffuser la connaissance, c'est se rendre soi-même immortel ».
  - « Les Communes, fidèles à leur système, restent dans une sage et magistrale inactivité ».
  - « L'autorité d'une populace corrompue et tumultueuse doit plutôt être considérée comme une ochlocratie qu'une démocratie, comme le despotisme de la cohue, et non le gouvernement du peuple ».
- Dissertation sur la Philosophie éthique
  - « Le travail frivole d'oisifs impeccables ».
  - « Il est bon d'être satisfait de ce que l'on a, jamais de ce que nous sommes ».